# Argopecten
Argopecten es un género de moluscos marinos bivalvos (almejas de agua salada, o vieiras) de la familia Pectinidae.

## Morfología
Poseen una almeja formada por dos valvas circulares, con una sola impresión muscular desarrollada, las valva derecha como izquierda no son simétricas; valvas gruesas y calcificadas, con bordes denticulados y costillas dorsales muy marcadas.

## Especies
Se conocen 19 especies dentro del género Argopecten, que incluyen, entre otras:
- Argopecten gibbus (Linneo, 1767)
- Argopecten irradians  (Lamarck, 1819)
- Argopecten lineolaris  (Lamarck, 1819)
- Argopecten nucleus (Born, 1778)
- Argopecten purpuratus (Lamarck, 1819)
- Argopecten ventricosus (Sowerby, 1842)

## Especies extintas
Se han descrito especies extintas de este género:
- Argopecten ameleus  Woodring 1925
- Argopecten antonitaensis  Durham 1950
- Argopecten callidus  Hertlein 1925
- Argopecten crassiradiatus  Clark 1915
- Argopecten cristobalensis  Hertlein 1925
- Argopecten demiurgus  Dall 1898
- Argopecten deserti  Conrad 1855
- Argopecten diminutivus  Hertlein 1927
- Argopecten eboreus yorkensis  Conrad 1867
- Argopecten eccentricus  Gabb 1873
- Argopecten ericellus  Hertlein 1929
- Argopecten evermanni  Jordan & Hertlein 1926
- Argopecten gilbertharrisi  Hodson & Hodson 1927
- Argopecten gratus  del Río 1992
- Argopecten hakei  Hertlein 1925
- Argopecten inaequalis  Sowerby 1850
- Argopecten insuetus  del Río 1992
- Argopecten invalidus  Hanna 1924
- Argopecten levicostatus  Toula 1909
- Argopecten mendenhalli  Arnold 1906
- Argopecten nerterus  Woodring 1982
- Argopecten parathetidis  Waller 2011
- Argopecten percarus  Hertlein 1925
- Argopecten revellei  Durham 1950
- Argopecten subdolus  Hertlein 1925
- Argopecten sverdrupi  Durham 1950
- Argopecten thetidis  Sowerby 1850
- Argopecten uselmae  Pilsbry & Johnson 1917
- Argopecten venezualanus  Hodson & Hodson 1927
- Argopecten woodringi  Spieker 1922

## Lectura complementaria
- Coan, Eugene; Sadeghian, Patricia (2012). Bivalve seashells of tropical west America : marine bivalve mollusks from Baja California to northern Perú (en inglés) (1st ed edición). Santa Barbara Museum of Natural History. ISBN 9780936494432. OCLC 758244421.